# Treball de final de grau
Un treball de final de grau o treball de fi de grau (TFG) és un treball de síntesi sobre un tema determinat que es presenta per a l’obtenció d'un grau universitari. Es tracta d'un projecte individual que es realitza al final dels estudis universitaris i consisteix en una recerca, intervenció o innovació en el camp professional dels estudis cursats. Aquest treball permet a l'estudiant demostrar els coneixements i competències adquirits al llarg dels estudis i constitueix un element important en l'avaluació final del grau.
Amb la implementació del procés de Bolonya i l'Espai Europeu d'Ensenyament Superior, els títols universitaris de grau exigeixen, com a condició per a obtenir la titulació, la realització d'un projecte de recerca autònom que inclou una tesina final. Aquesta es valora, depenent del pla d’estudis, amb una ponderació d'entre 6 i 30 crèdits ECTS. La presentació i defensa pública d’un treball individual especialitzat serveix per validar la competència acadèmica de l’estudiant i per acreditar la seva preparació per accedir al mercat laboral.
El treball s'elabora sota la supervisió del professorat (tutors o directors del TFG), que també pot proporcionar orientacions per a la redacció dels textos. Al final, el treball s'ha de presentar i defensar davant un tribunal o comissió perquè avaluï el treball.
El contingut d'un treball de final de grau varia en funció del tema i de la universitat on es presenti. En general, l'estructura que pot seguir un TFG és la següent:
1. Coberta
2. Índex de continguts
3. Resum i paraules claus
4. Introducció
5. Estat de la qüestió i metodologia
6. Resultats
7. Conclusions
8. Bibliografia
9. Annexos

Habitualment, s'ofereix als estudiants la possibilitat de publicar els treballs, en format digital i en accés obert, als repositoris digitals de les universitats corresponents.
Als millors treballs de final de grau de cada promoció se'ls atorga sovint un premi TFG. Aquests reconeixements destaquen i premien l'excel·lència del treball de final de grau, posant de manifest la dedicació i la qualitat de la recerca realitzada pels estudiants. Tant les universitats com altres organitzacions, com ara fundacions o col·legis professionals, poden ser responsables de concedir aquesta distinció.